# Costantino di Jacopo Zelli
Costantino di Jacopo Zelli ou Costantino Zelli  est un peintre italien actif à Viterbe à la fin du XVe et au début du XVIe siècle.

## Biographie
Costantino Zelli est issu d'une famille noble de Viterbe, fils de Jacopo, prieur entre 1475 et 1481, il est mentionné pour la première fois dans des documents en 1509, année où il participe à la commission, composée de Luca Signorelli et Monaldo Trofi (« Truffetta  »), chargé de juger le travail d'Antonio del Massaro (« Pastura ») dans la création du cycle pictural pour la cathédrale de Tarquinia.
Sa date de naissance se situe 1480 et 1490 le peintre devant être suffisamment établi pour assumer ce rôle en 1509. Le panneau avec la Déposition de Croix, peint pour l'église Santa Maria della Verità et conservé au musée civique de Viterbe, est signé et daté 1517 ; Il est l'auteur d'une Annonciation, créée pour l'église Saint-Siméon et conservée au musée de Poznan. Costantini Zelli serait mort le 30 novembre 1525.

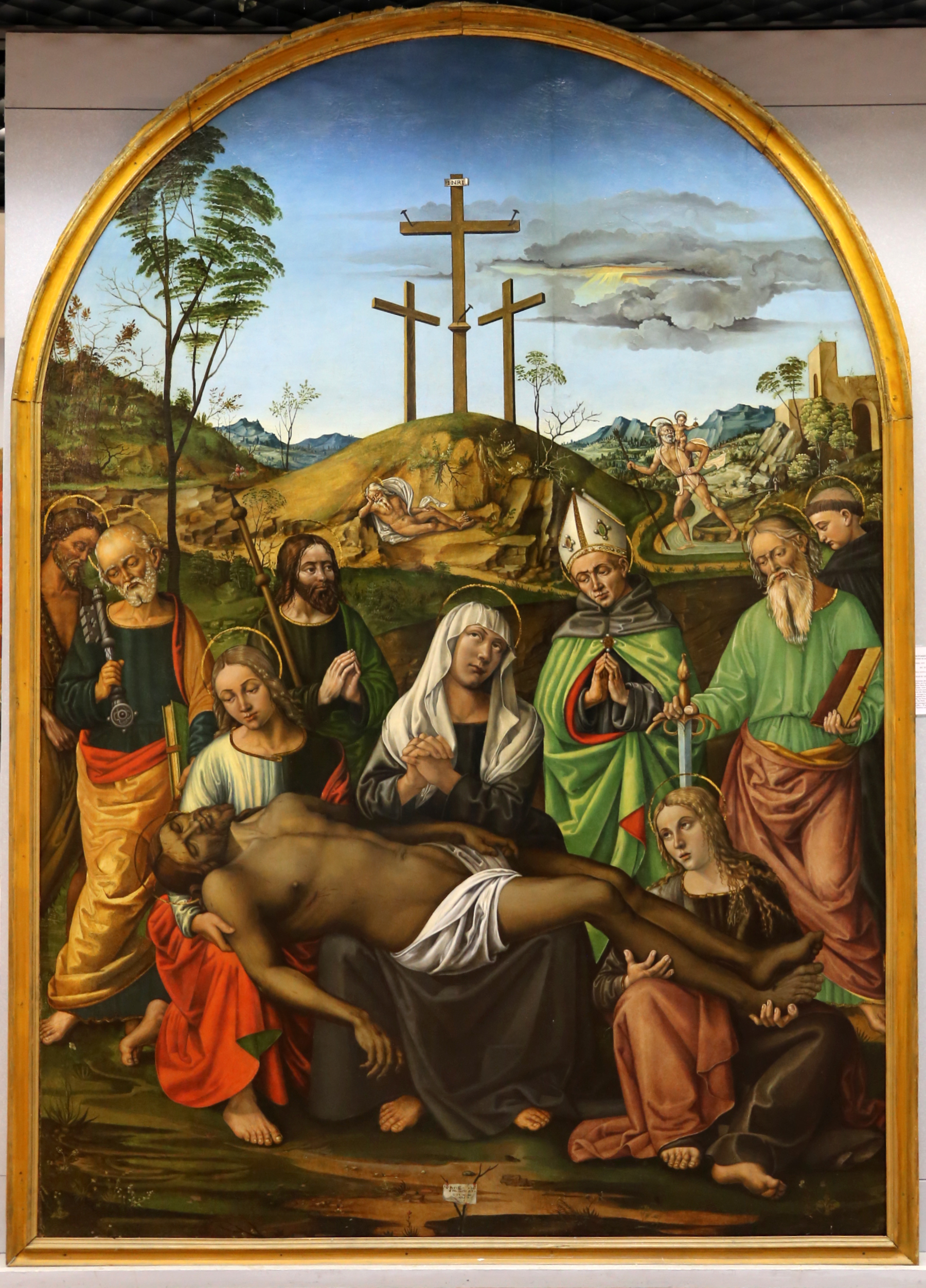
Déposition,  Musée civique de Viterbe.
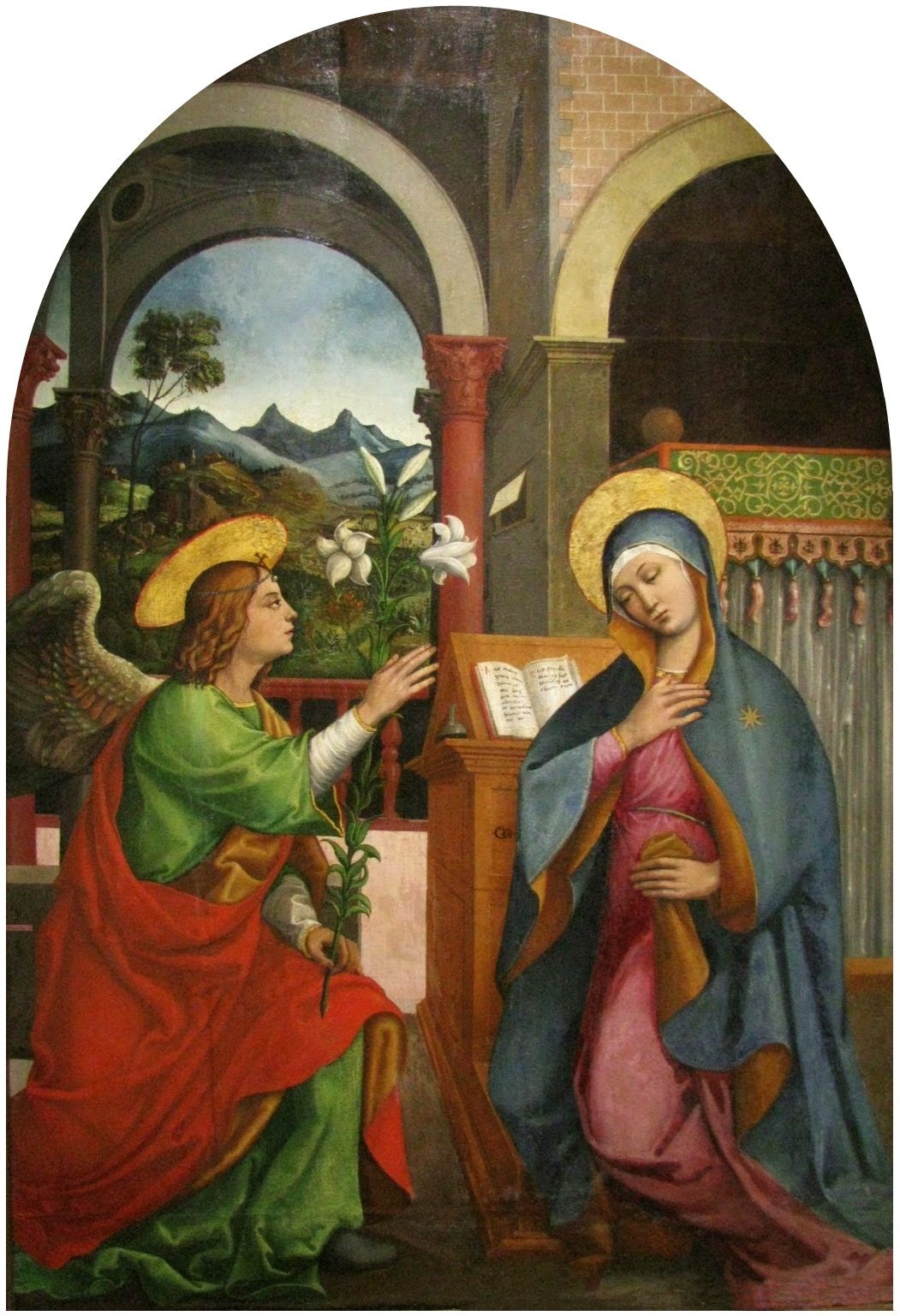
Annonciation, musée de Poznan.